# Найсер
Найсе́р, или Найса́р, или Нейса́р, или Най Сер, или На ий Сар (перс. نايسر‎) — город на западе Ирана, в провинции  Курдистан. Входит в состав шахрестана  Сенендедж и является восточным пригородом его одноимённого центра. По данным переписи, на 2006 год население составляло 12 480 человек.

## География
Город находится в южной части Курдистана, в горной местности, на высоте 1543 метров над уровнем моря.
Найсер расположен на расстоянии приблизительно 5 километров к востоку от Сенендеджа, административного центра провинции и на расстоянии 380 километров к западу от Тегерана, столицы страны.